# Гланвиль
Гланви́ль (фр. Glanville) — коммуна во Франции, находится в регионе Нижняя Нормандия. Департамент коммуны — Кальвадос. Входит в состав кантона Пон-л’Эвек. Округ коммуны — Лизьё.
Код INSEE коммуны — 14302.

## Население
Население коммуны на 2010 год составляло 176 человек.
| 1962 | 1968 | 1975 | 1982 | 1990 | 1999 | 2010 |
| ---- | ---- | ---- | ---- | ---- | ---- | ---- |
| 201  | 169  | 144  | 126  | 133  | 165  | 176  |

## Экономика
В 2010 году среди 119 человек трудоспособного возраста (15—64 лет) 88 были экономически активными, 31 — неактивными (показатель активности — 73,9 %, в 1999 году было 73,9 %). Из 88 активных жителей работали 85 человек (48 мужчин и 37 женщин), безработных было 3 (1 мужчина и 2 женщины). Среди 31 неактивных 12 человек были учениками или студентами, 11 — пенсионерами, 8 были неактивными по другим причинам.